# Olyras insignis
Olyras insignis är en fjärilsart som beskrevs av Osbert Salvin 1869. Olyras insignis ingår i släktet Olyras och familjen praktfjärilar. Inga underarter finns listade i Catalogue of Life.

## Bildgalleri

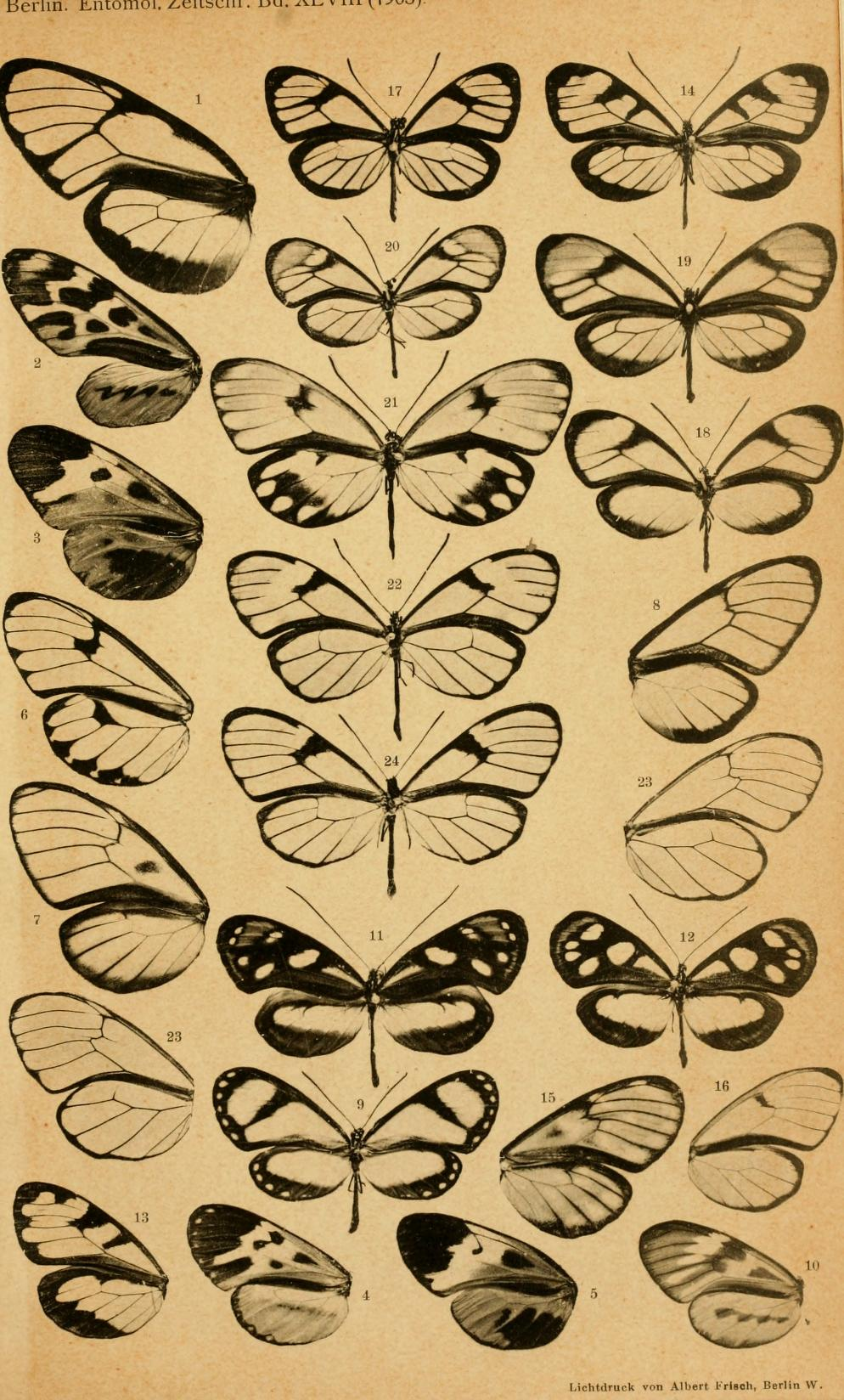